# Bittacus tjederi
Bittacus tjederi är en näbbsländeart som beskrevs av Jason Gilbert Hayden Londt 1970. Bittacus tjederi ingår i släktet Bittacus och familjen styltsländor. Inga underarter finns listade i Catalogue of Life.